# Matteo Malucelli
Matteo Malucelli   (Forlì, 20 d'octubre de 1993) és un ciclista italià. Professional des del 2015, actualment milita a l'equip XDS Astana Team.

## Palmarès
- 2015
  - Vencedor d'una etapa a l'An Post Rás
  - Vencedor d'una etapa a la Volta a Portugal
- 2016
  - Vencedor de 3 etapes a la Volta al Marroc
  - Vencedor d'una etapa a la Volta a Eslovàquia
- 2017
  - Vencedor de 2 etapes al Tour de Bihor-Bellotto
  - Vencedor d'una etapa a la Volta a Eslovàquia
- 2018
  - Vencedor de 2 etapes a la Volta al Táchira
  - Vencedor d'una etapa al Tour de Bretanya
  - Vencedor d'una etapa a la Volta a Aragó
  - Vencedor d'una etapa al Tour de Bihor-Bellotto
  - Vencedor d'una etapa al Volta a Veneçuela
  - Vencedor d'una etapa a la Volta a la Xina I
- 2021
  - Vencedor d'una etapa a la Volta a Táchira
- 2022
  - Vencedor d'una etapa al Tour d'Antalya
  - Vencedor d'una etapa al Giro de Sicília
- 2024
  - 1r a la Volta a Bulgària i vencedor de 3 etapes
  - Vencedor de 2 etapes a la Volta al Japó
  - Vencedor d'una etapa al Giro del Friül-Venècia Júlia
  - Vencedor de 3 etapes al Tour de Langkawi
- 2025
  - Vencedor d'una etapa al Tour de Hainan
  - Vencedor d'una etapa a la Volta a Turquia